# جواغوان
جواغوان (بالإنجليزية: Zhowagoin)‏ هي منطقة سكنية تقع في الصين في أزمة التبت والصين. يقدر عدد سكانها بـ
- نسمة .